# Stadio olimpico universitario

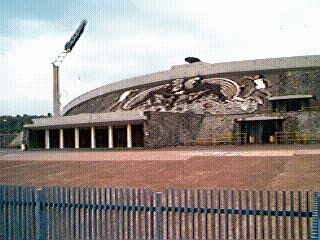
Veduta esterna

Lo stadio Olimpico universitario (sp. Estadio Olímpico Universitario) è una struttura sportiva polifunzionale di proprietà dell'Università nazionale autonoma del Messico (UNAM). È il secondo stadio più grande del Messico dopo lo stadio Azteca, avendo una capienza di 63 186 spettatori.

## Storia
Fu inaugurato il 20 novembre 1952 dal presidente del Messico Miguel Alemán Valdés. Lo stadio è stato più volte scelto per ospitare importanti manifestazioni internazionali come i Giochi della XIX Olimpiade e alcune partite del campionato mondiale di calcio 1986.
Sul lato orientale dello stadio si trova il murale di Diego Rivera denominato "L'Università la famiglia e lo sport in Messico". In questa composizione in pietre colorate è rappresentato lo stemma dell'università con il condor e l'aquila sopra il cactus. Sotto le ali aperte Rivera collocò tre figure che rappresentano la famiglia: il padre e la madre mentre consegnano la colomba della pace al figlio. Agli estremi si trovano due figure gigantesche che rappresentano degli atleti, un uomo e una donna, che accendono la fiaccola olimpica. Un gigantesco serpente piumato, immagine del dio preispanico Quetzalcoatl, completa la composizione nella parte inferiore.
Originariamente la tribuna orientale dello Stadio era considerevolmente più bassa di quella occidentale per simulare la forma di un sombrero, ma in occasione delle Olimpiadi del 1968 lo stadio venne ristrutturato e le due tribune arrivarono ad avere un'altezza uguale.

## Campionato mondiale di calcio 1986
Ha ospitato 4 partite del torneo, tra cui uno showdown degli ottavi di finale.
| Data           | Ora (UTC−6) | Squadra No. 1 | Ris. | Squadra No. 2 | Giro             | Spettatori |
| -------------- | ----------- | ------------- | ---- | ------------- | ---------------- | ---------- |
| 2 giugno 1986  | 12:00       | Argentina     | 3–1  | Corea del Sud | Gruppo A         | 60,000     |
| 5 giugno 1986  | 16:00       | Corea del Sud | 1–1  | Bulgaria      | Gruppo A         | 45,000     |
| 10 giugno 1986 | 12:00       | Argentina     | 2–0  | Bulgaria      | Gruppo A         | 65,000     |
| 17 giugno 1986 | 12:00       | Italia        | 0–2  | Francia       | Ottavi di finale | 70,000     |